# Parafasie
Parafasie is een aandoening aan de hersenen die ervoor zorgt dat iemand woorden in zijn of haar gedachten niet meer goed kan rangschikken. Hierdoor wordt het "kiezen" van de juiste woorden vrijwel onmogelijk. Iemand die aan parafasie lijdt, gebruikt vaak de verkeerde woorden. Deze hebben vaak wel een relatie met het woord dat eigenlijk bedoeld werd, zoals dezelfde klemtoon, spelling, klank, uitspraak of gebruik. Een voorbeeld: iemand zegt tafel, wanneer hij stoel bedoelt.